# Étienne Marcel

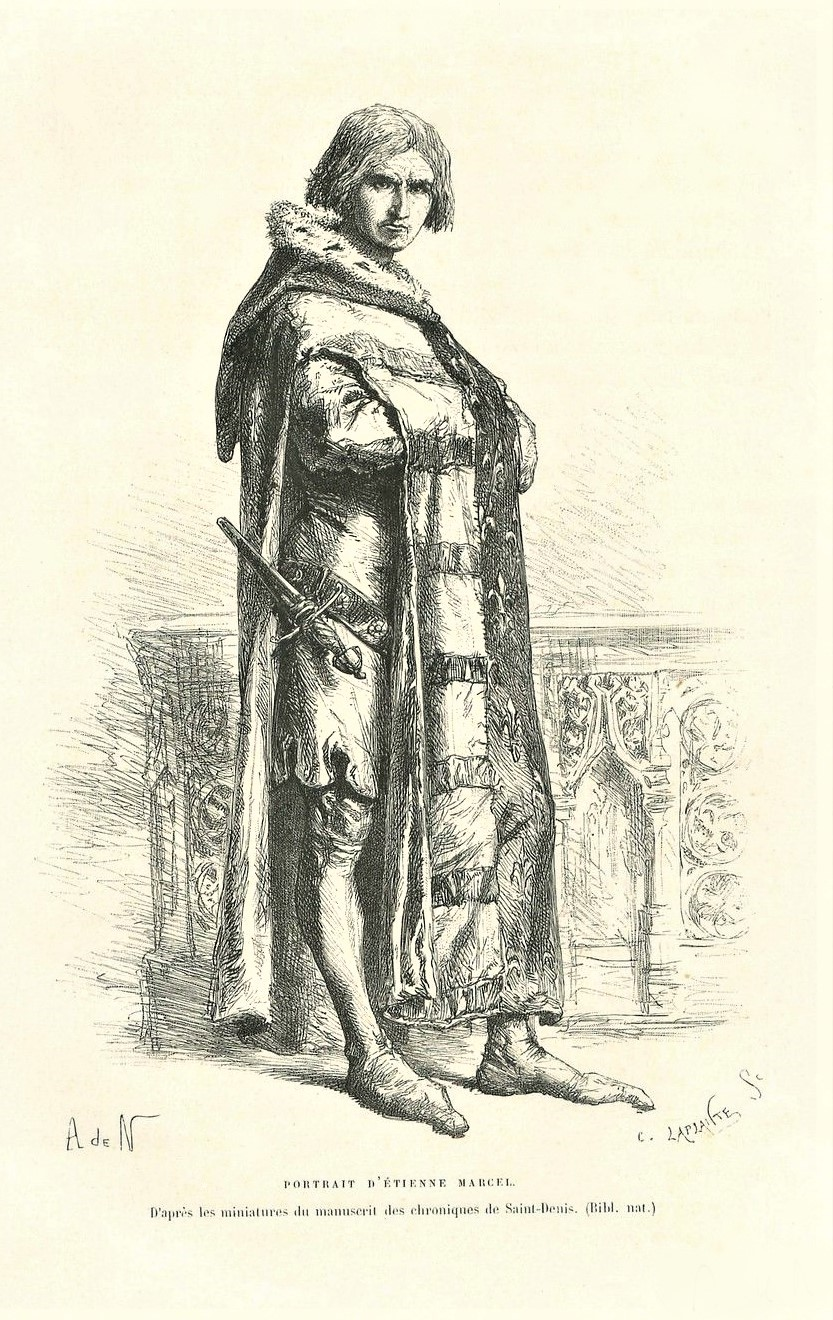
Étienne Marcel, ilustración del

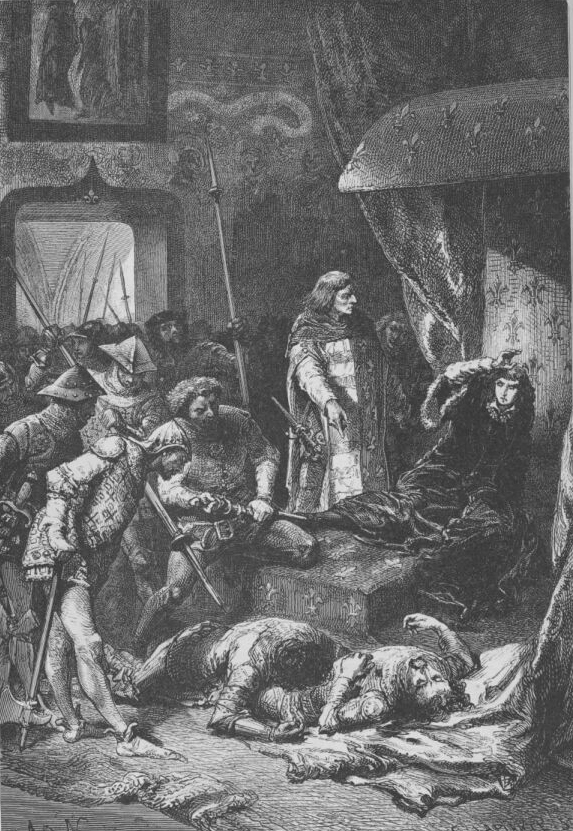
Ilustración del de la muerte de los mariscales (22 de febrero de 1358)

Étienne Marcel, conocido también como Esteban Marcel por la historiografía española (1302/10 - París, 31 de julio de 1358), fue preboste de los mercaderes de París durante el reinado de Juan II de Francia. Encabezó el movimiento reformista que trató de instaurar una monarquía controlada en 1357, oponiéndose al poder real del delfín Carlos. Representante del tercer estado, desempeñó un rol determinante en el desarrollo de los Estados Generales de Francia que se celebraron durante la guerra de los Cien Años: los de 1355, destinados a controlar los impuestos; los de 1356, que aprobaron la recaudación de nuevos tributos; y los de 1357, que debían sancionar el rescate del rey Juan.
Los Estados se mostraron incapaces de resolver la crisis en la que estaba inmerso el reino, lo que permitió al príncipe Carlos retomar el poder y salvar la corona de los Valois. Etienne Marcel murió asesinado por la burguesía parisina, que temía que el preboste, en su oposición, cediera la ciudad a los ingleses.

## Contexto: crisis de la sociedad feudal
Étienne Marcel, como Jacob van Artevelde en el Condado de Flandes, era una personalidad procedente del alto patriciado urbano próximo al poder que orientó su carrera a la defensa de los derechos de los pequeños artesanos y oficiales, que constituían el grueso de la población de las ciudades. No obstante, ambos no eran más que los catalizadores más conocidos de un importante movimiento progresista surgido a raíz de la crisis del sistema feudal: en los siglos XIV y XV la nobleza y el clero mudaron el rol que inicialmente les proporcionaba la sociedad estamental. Los cambios económico-culturales provocaron la aparición de distintas clases dentro del tercer estado, destacando el aumento de poder de la burguesía. El descontento inherente a la crisis de la época y el modelo que representaban las urbes de Flandes, Italia y de la Hansa brindaron la oportunidad de intentar demostrar que las ciudades eran capaces de vertebrar la sociedad y responder a los nuevos imperativos económicos, en los que cobraba más importancia el comercio que la propiedad de la tierra.

### Aumento del poder de la burguesía
Tras el renacimiento del año mil, en el que quedó estructurada, la sociedad medieval había evolucionado considerablemente. Europa había experimentado un notable desarrollo técnico, artístico y demográfico. Las ciudades habían crecido merced a la creación de nuevas clases sociales estructuradas en torno al artesanado y al comercio. El sistema feudal y religioso triestamental instaurado tras la paz de Dios había quedado adaptado a una sociedad agrícola y descentralizada. La nobleza protegía las tierras y administraba justicia; el clero constituía la guía espiritual de la colectividad, se ocupaba de las obras sociales, y contribuía al mantenimiento y desarrollo de la cultura; y el campesinado era el responsable de la producción de los recursos.

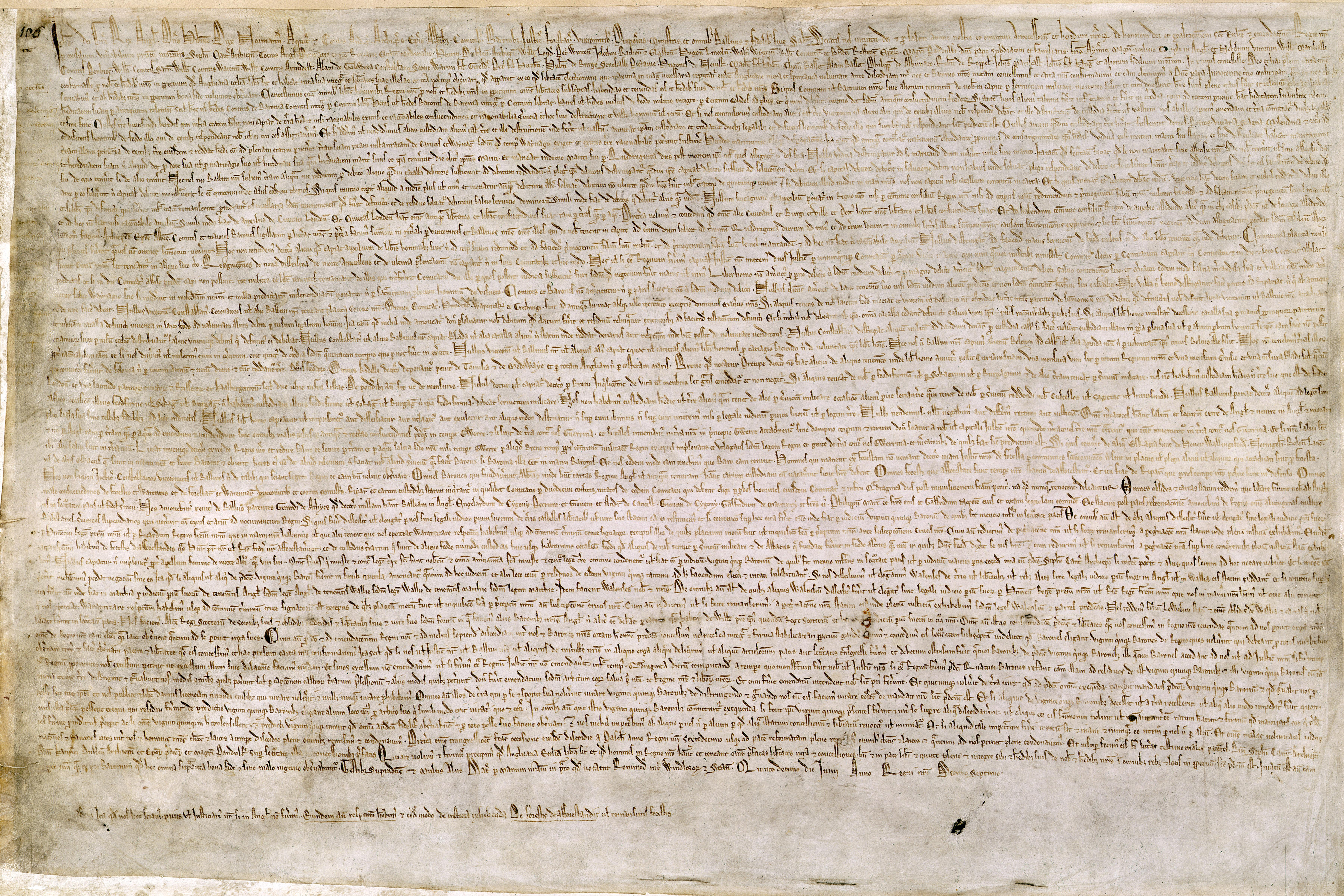
Carta Magna, copia de 1225

En la transición del siglo XIII al XIV quedó roto el equilibrio entre los tres órdenes. El desarrollo de las ciudades demandaba la creación de un Estado centralizado que administrara justicia, unificara la moneda, y protegiera el país contra posibles ataques de reinos capaces de reclutar ejércitos importantes. Esta estructura debía estar mantenida por un Estado que poseyera los recursos económicos que el sistema feudal requería para su mantenimiento y que quedaban redistribuidos entre sus vasallos. El alto patriciado comercial poseía abundante capital que prestaba a príncipes y eclesiásticos, por lo que cobró cada vez más relevancia.
Como no disponían de una administración adecuada, y querían limitar la tradicional supremacía de los altos estamentos, los Capetos concedieron cada vez más poderes políticos, económicos y judiciales a los burgueses, y crearon auténticas zonas francas en los grandes núcleos comerciales. La multiplicación de las responsabilidades hizo imposible que únicamente la realeza y la alta nobleza se ocupara de ellas, por lo que ambas delegaron parte de sus atribuciones judiciales a los parlamentos y a las cortes de justicia.En esa época, antes que mantener una costosa administración, los soberanos tenían la costumbre de obtener los impuestos de personas particulares ricas, que les entregaban el dinero en la cantidad deseada y se reembolsaban del gasto recibiendo los impuestos para sí mismos, lo que les aseguraba considerables beneficios económicos. En Inglaterra la lucha entre Juan I y Felipe Augusto llevó a los barones del país a imponer la Carta Magna (1215), que instituía, entre otras, la libertad de las ciudades y el control económico del Parlamento.
En Francia Felipe IV instauró los Estados Generales, donde la nobleza, el clero, y las ciudades estaban representados, para instituir legalmente impuestos que incluyeran a las tierras eclesiásticas, y para llevar a la poderosa nación a hacer bloque contra el papa, que no podía aceptar tales tributos y proclamaba la supremacía del poder espiritual sobre el temporal - en la bula Unam Sanctam (1302), el papa Bonifacio VIII reivindicaba la instauración de una teocracia.
Por otro lado, a causa del ascenso social derivado del auge del comercio, la nobleza urbana había asumido un importante rol cultural mediante la creación de las escuelas laicas y la expansión del mecenazgo. Asimismo, había costeado numerosas obras sociales. La mayor parte de las innovaciones técnicas de la época serían hechas por ingenieros, arquitectos - como Villard de Honnecourt - y artesanos - como Jacoppo y Giovanni di Dondi - laicos. El clero perdió parte de su relevancia cultural en los espacios urbanos.
Para obtener el papel político que su creciente importancia en la sociedad debía concederles, numerosos burgueses trataron de ennoblecerse. Este el camino por el que optó Roberto de Lorris, convertido en uno de los asesores más próximos del rey Juan II, cuyo apoyo empleará a la hora de concertar valiosas alianzas matrimoniales para sus parientes. La alta burguesía adoptó comportamientos propios de la nobleza: el preboste llegó a organizar en 1330 un torneo en el que una serie de burgueses competían como caballeros. Aquellos que, como Étienne Marcel, no pertenecían al pequeño círculo de Juan II, y cuya promoción social quedó bloqueada, se convertirán en los más importantes promotores de una reforma política que diera paso a una monarquía cuyo poder estuviera limitado por los Estados.

### Crisis del feudalismo
El desarrollo de los cultivos y la extensión de la tala de bosques derivaron en un crecimiento de la población de Occidente desde el siglo X, alcanzándose en ciertas zonas de Europa - en la transición del siglo XIII al XIV - un nivel que sobrepasaba la producción alimentaria. Las parcelas irían reduciéndose con el paso del tiempo, y en 1310 no constituían más que un tercio del tamaño medio que tenían en 1240. La superpoblación de ciertos territorios, como el Condado de Flandes, les impulsó a intentar ganar tierras cultivables al mar e instituir una economía comercial destinada a obtener productos agrícolas que cubrieran sus necesidades. En 1279 el 46% del campesinado inglés no disponía más que de un terreno cultivable de menos de cinco hectáreas, a pesar de que para mantener a cinco personas eran necesarias cuatro o cinco hectáreas. La población rural quedó empobrecida, lo que derivó en una reducción de los precios de los productos alimentarios y en un aumento de la presión impositiva de la nobleza, lo que causó una escalada de tensiones en el medio urbano. La PEH y la evolución de la economía hacia la especialización de la producción y el comercio derivaron en una época de malas cosechas que elevaron la mortandad a causa de las hambrunas, que incidieron especialmente en el norte de Europa en los años 1314-16: Ypres perdió el 10% de su población y Bruges el 5% en 1316.
La nobleza debía compensar la disminución de sus ingresos, y la guerra constituía un excelente medio para ello: mediante los rescates percibidos tras capturar a un adversario, el saqueo, y el aumento de los impuestos a causa de la actividad bélica. En consecuencia la nobleza deseaba el estallido de una guerra, y particularmente la nobleza inglesa, cuyos recursos estaban seriamente comprometidos. En Francia el rey Felipe IV tenía la necesidad de rellenar las arcas del Estado, y una guerra le permitiría instituir impuestos excepcionales.
El crecimiento del comercio había provocado que ciertos territorios dependieran económicamente de uno u otro reino. En esta época el transporte de mercancías se llevaba esencialmente a cabo a través del mar o de los ríos. Champaña y Borgoña alimentaban París vía Sena, y apoyaban decididamente a Francia. Normandía estaba dividida al ser un punto de unión de intereses económicos y el Canal de la Mancha cobró cada vez más importancia a causa de su condición de zona de intercambios y del avance de las técnicas marítimas - el rodeo de la península ibérica por parte de los navíos italianos era cada vez más habitual. Aquitania, que exportaba su vino a Inglaterra, Bretaña, que exportaba su sal, y el Condado de Flandes, que importaba lana británica, estaban dentro de la zona de influencia económica inglesa.
En consecuencia, los mercaderes de Flandes, para escapar a la presión impositiva de Francia, se rebelaron de manera recurrente contra el monarca en las batallas de Courtrai (1302) - donde la caballería de Francia es barrida y donde los burgueses flamencos demostraron que las ciudades podían imponerse militarmente a la hueste real - Mons-en-Pévèle (1304) y Cassel (1328) - donde Felipe IV reprimió a los sediciosos. Flandes apoyó al rey de Inglaterra, e incluso en 1340 declaró que Eduardo III era el legítimo rey de Francia. Ambos Estados tenían interés en aumentar sus posesiones territoriales para acrecentar sus rentas y consolidar sus economías. Por tanto, las maquinaciones de ambos reyes para controlar Guyena, Bretaña y Flandes derivaron rápidamente en una guerra entre Francia e Inglaterra que se prolongará durante 116 años, repercutirá muy negativamente sobre el comercio, y conllevará un aumento de la presión fiscal.

### El descrédito de los Valois
En Francia el estallido de la guerra de los Cien Años resultó desastroso, y provocó que, tras la derrota en Crécy (1346), comenzara a cuestionarse a la monarquía. Tras una serie de intrigas accedió al trono Felipe VI en detrimento de Eduardo III, que reivindicó la corona como nieto de Felipe IV a través de su madre Isabel.

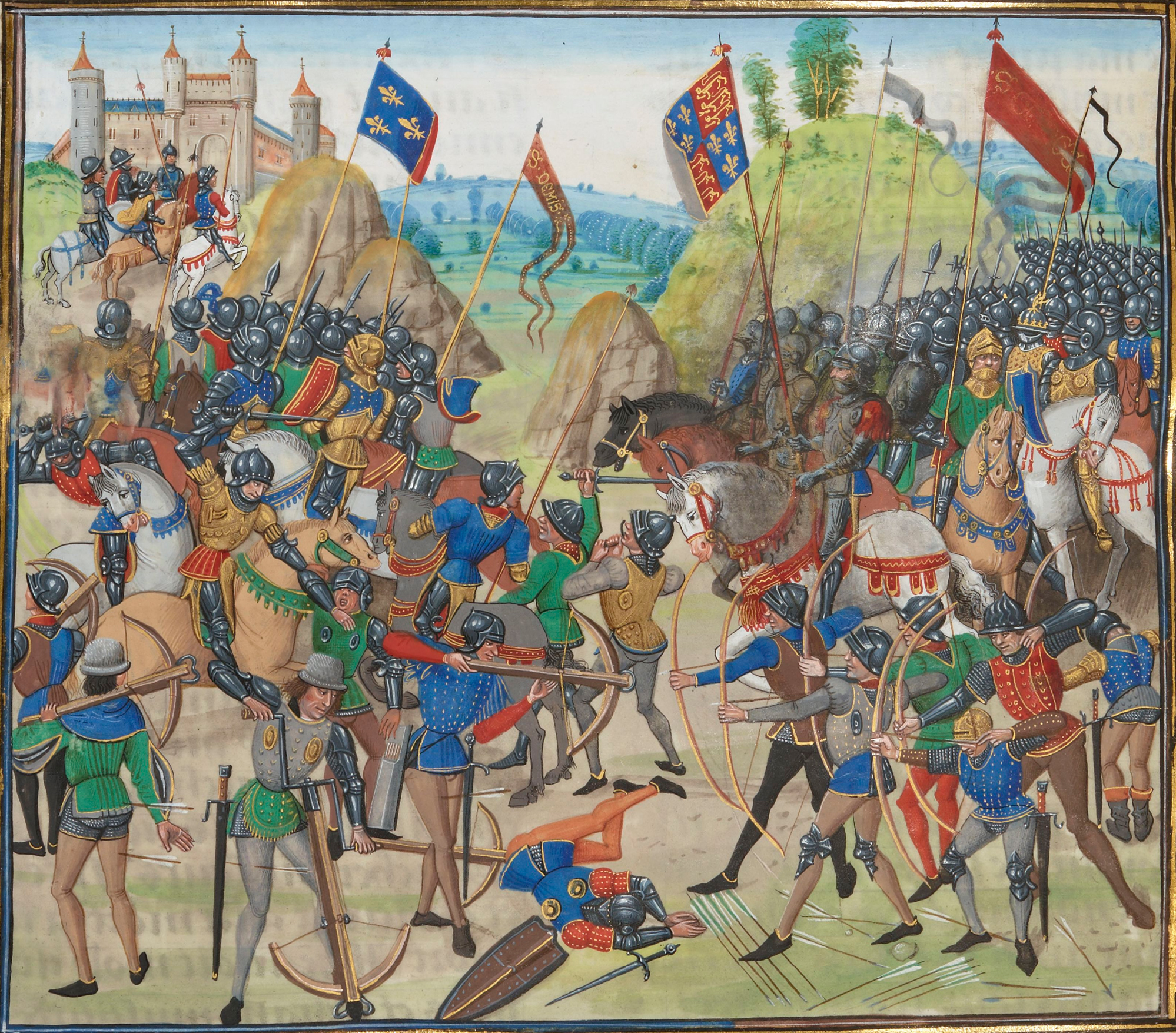
Batalla de Crécy.

De la misma manera Carlos II de Navarra podía pretender el trono, pues su madre Juana II de Navarra, nacida del matrimonio entre Luis X y Margarita de Borgoña, había quedado excluida de la sucesión durante la crisis dinástica de 1316-1328 para evitar que un pretendiente de otro país tomara el control del Estado. Las maniobras del monarca navarro para explotar la rivalidad anglo-francesa y el ascendiente que tomó sobre el duque de Normandía llevaron a Juan II a intervenir de manera brutal el 5 de abril de 1356 en Ruan, capturándole y encarcelándole. En esa época la nobleza debía hacer valer su estatus social demostrando una conducta caballeresca en el campo de batalla. No obstante, Crécy constituyó un desastre militar en el que Francia no supo aprovecharse de su aplastante superioridad numérica, y donde el rey Felipe VI huyó del campo de batalla, poniendo en duda la legitimidad divina de los Valois. Este descrédito quedará agravado con el estallido de la peste negra en 1348, que corroboró la idea de que esta dinastía no estaba sostenida por Dios. Eduardo III y Carlos de Navarra vieron en estas circunstancias la ocasión para hacer valer sus respectivas reivindicaciones a la corona de Francia, e intentaron seducir a las ciudades valiéndose de la perspectiva de una monarquía controlada.
El país era reticente a que se cobraran los impuestos necesarios para la buena marcha del Estado. Los monarcas que sucederán a Felipe IV recurrirán a devaluaciones que alteraron el curso monetario y causaron una notable inflación, aunque también permitieron recaudar importantes ingresos. No obstante el Estado era el único que se aprovechaba. La nobleza, el clero, y la alta burguesía terratenientes vieron como disminuía poco a poco el valor de sus rentas y alquileres. Las devaluaciones pesaron sobre los intercambios, pues penalizaron el comercio - París era un inmenso centro de consumo y debía importar mercancías, que eran cada vez más caras, en particular las procedentes de Flandes - y el poder adquisitivo del resto de la población. Los ricos querían una moneda fuerte, y los más pobres una débil, pero todos estaban interesados en una moneda estable. De los inicios de la guerra, desastrosos para Francia, derivaron numerosos gastos: pago de rescates, salarios de la tropa, protección de ciudades... El comercio quedó interrumpido por las actividades de las compañías de mercenarios, que escaparon del control de Francia en 1356: las ciudades no tenían interés alguno en la guerra. Los estragos de la peste comportaron nuevos desequilibrios: escasez de mano de obra, que derivó en un aumento del coste de la misma y una reducción de la producción agrícola. En 1351 Juan II promulgó una ordenanza que incidió sobre la ciudad de París: estableció de modo arbitrario los precios y los salarios, y permitió la libre instalación de obreros para evitar las bandas de vagabundos y ladrones que asolaban el país, lo que destruyó el imperante sistema gremial que protegía a los artesanos ya establecidos. El resentimiento contra los Valois creció cada vez más, y en las ciudades extendióse la creencia de que el reino quedaría administrado de manera más adecuada por los Estados Generales. Carlos de Navarra, con la autoridad que le otorgaba su sangre real, empleó su brillante oratoria para ponerse a la cabeza del partido reformista.

Reino de Francia en 1350
Posesiones de Carlos de Navarra
Posesiones bajo influencia económica inglesa
Estados Pontificios
Territorios controlados por Eduardo III
Zona de influencia económica inglesa
Zona de influencia cultural francesa

### París, capital económica y política
Étienne Marcel nació en este contexto de crisis en el que las ciudades se habían convertido en la principal fuerza política, en particular París, primera aglomeración urbana de Occidente. Hacia 1328 la capital contaba con aproximadamente 200.000 habitantes, lo que la convertía en la ciudad más poblada de Europa. No obstante, el estallido de la peste (1348) diezmó notablemente a la población.
Como capital, contaba con una buena parte de la nobleza del país, que debía hacer valer su estatus llevando un ostentoso estilo de vida y realizando enormes desembolsos económicos, y en ella estaba centralizada la administración del Estado. El importante consumo de este sector derivó en la instalación de numerosos artesanos y artistas en la ciudad, que además se convirtió en un centro universitario de primer orden. En resumen, París era un enorme centro de consumo que, merced al comercio a través del Sena, se había convertido en un importante punto comercial en el que se concentraba la venta de recursos agrícolas de Champaña y Normandía, y también de los productos de las regiones norteñas (Flandes, Artois, Brabante...)
En París se ubicaba la Corte, la administración - palais de la Cité - y la universidad. La ciudad era un enorme centro comercial y artesanal, y en ella vivían los principales representantes de los tres estamentos.

## Biografía

### Orígenes familiares
El clan Marcel era uno de los más poderosos de la burguesía parisina. Pierre Marcel era íntimo de San Luis y le acompañó en la séptima cruzada. Esta estirpe de pañeros, que importaba lana de Flandes y de Brabante con la que proveía a la corte, a la que además prestaba dinero, era muy amplia y constituyó una red solidaria. Enriquecida merced a las especulaciones inmobiliarias, estaba también involucrada en otros asuntos que la otorgaron acceso a la corte, como la venta al monarca de casas próximas al palacio cuando este quiso realizar la ampliación. Los Marcel supieron acrecentar su círculo de aliados mediante una activa política matrimonial que les emparentó con otros poderosos clanes burgueses parisinos: los Poilevilain, los Cocatrix, los Pisdoe o los Billouard. No obstante Étienne no pertenecía a la rama más rica y por vía materna procedía de una estirpe de oficiales de la residencia real, y por parte de padre de una saga de proveedores de la Corte.

### Juventud
Étienne Marcel, nacido entre 1302 y 1310 del matrimonio entre el pañero Simon Marcel e Isabelle Barbou, siguió los pasos de su padre y en la década de 1330 se lanzó al comercio del paño. Asociado con Jean de Saint Benoît vendía a la corte telas jaspeadas de color esmeralda (verdosas) importados de Flandes y Brabante. Contraería matrimonio con Jeanne de Dammartin, cuyo padre era un rico echevin (magistrado municipal) parisino, y con Marguerite des Essars, heredera de un banquero cuyas relaciones le permitieron entrar en política y crear nuevos lazos con los ricos mercaderes de Flandes. Era propietario de muchos inmuebles de la capital y habitaba en la rue de la Vieille-Draperie, ubicada en la Ìle de la Cité.

### Roberto de Lorris
El rey empleaba de manera habitual a Pierre des Essars o a Jean Poilevillain - respectivamente, suegro y aliado de Étienne - a la hora de llevar a cabo «mutaciones monetarias», un buen método para procurar al Estado recursos económicos cuando el pueblo era reticente a aceptar la implantación de nuevos impuestos. Estas manipulaciones disminuyeron el contenido en metal precioso de la moneda e implicaron una importante devaluación, lo que causó el descontento de los sectores urbanos y de la nobleza - ya que la devaluación reducía el valor económico del señorío, al derivar de este una renta fija.
Tras la debacle de Crécy (1346) Essars y Poilevillain serían detenidos, considerados responsables de la mala administración del reino. Étienne intercedió por Essars a través del conde de Flandes Luis II, y obtuvo la excarcelación, pero no una condena o una absolución. En 1349 murió Essars, quedando Marcel como uno de los herederos; no obstante, este, consciente de las multas que podrían recaer sobre la herencia cuando el proceso terminara, rechazó el legado de su suegro.
Roberto de Lorris, poderoso burgués y yerno de Pierre des Essars, consiguió, desde 1347, volver a introducirse en el entorno real, donde acabó convirtiéndose en uno de los asesores más próximos del rey Juan, logrando, en 1352, la rehabilitación de su suegro. Roberto no había renunciado a la herencia de Essars, por lo que quedó como único heredero de un patrimonio de 50.000 libras, lo que provocó la ira de Marcel, que se consideró burlado. El resentimiento contra los especuladores que se multiplicaban alrededor de Juan II quedó acrecentado cuando el «argentier» del rey decidió desvincularse de los pañeros parisinos y realizar directamente los pedidos a Gante, Lovaina y Bruselas El alto patriciado vinculado al poder y asociado a la especulación monetaria e inmobiliaria era odiado por el pueblo, y Étienne, rompiendo con los lazos que le unían a su clase, quiso pasar a convertirse en el campeón de la calle.

### Preboste de los mercaderes de París
Étienne Marcel entró en dos de las más importantes cofradías parisinas - la Grande-Confrérie de Notre Dame (1328) y la Cofradía de Peregrinos de Santiago, cuyos miembros prometían hacer el Camino de Santiago. Esta ruta pasaba por Navarra, cuyo monarca (Carlos II) era miembro de la hermandad y estaba muy vinculado con el movimiento progresista que Marcel pasará a liderar. Marcel tomará un rol preeminente en ambas hermandades y ya en 1350 es mencionado como el preboste de la primera. Su creciente reputación le permitirá suceder a Jean de Pacy como preboste de los mercaderes de la ciudad (1354)

Blasón de la ciudad de París.

En 1246 Luis IX decidió colocar el estatuto del prebotazgo de París sobre el de los oficiales de justicia y nombrar un preboste funcionario. Para evitar la oposición de una burguesía desposeída de sus prerrogativas, la permitió nombrar a su propio preboste --y cuatro escabinos que le asistieran-- que quedaría como responsable de su representación, el aprovisionamiento de las ciudades, las obras públicas y la instauración de impuestos. El puesto, que tenía competencia sobre el comercio por el Sena, toma como sello el de los mercaderes de agua, poderosa corporación que detentaba desde 1170 el monopolio del aprovisionamiento a través del río.
La competencia del preboste estaba teóricamente limitada a los asuntos comerciales, pero rápidamente el puesto adquirió tintes políticos a causa de los lazos que mantenía con la burguesía parisina, que se apoyaba en él para oponerse a los abusos de la realeza. La autoridad del preboste de los mercaderes aumentó al convertirse en la voz de esta clase social. Marcel se mudó a la Maison aux Piliers (Casa de las Columnas), cerca del actual ayuntamiento de la ciudad.
El preboste tenía también atribuciones militares: era el responsable de que la ciudad estuviera capacitada para resistir un ataque y podía liderar los soldados que enviaba al rey; de este modo, en noviembre de 1355 encabezó la tropa parisina en Picardía, que, integrada en la hueste real, tomaba parte en la persecución de la chevauchée del duque de Lancaster. En 1356 hizo reparar las muralla de París y construyó una nueva sección del muro en la rivera derecha, en lo que hoy es el centro de la capital - actuales 3.º y 4.º arrondissements.

### Estados Generales de 1355 y 1356
Étienne Marcel no estaba en contra de los Valois en esencia; al contrario, los intereses del rey y de los parisinos coincidían, ya que ambos pretendían detener los combates que implicaban el bloqueo de las rutas económicas, pues la prosperidad de la capital pasaba por controlar el Sena y el acceso al Condado de Flandes. En los Estados Generales celebrados el 8 de mayo de 1355 hubo un intento de simplificar el cálculo tributario para hacerlo más rentable. No obstante, la situación del país impedía la recaudación de impuestos, por lo que el rey tuvo que recurrir a los odiados Jean Poilevillain y Nicolas Braque para realizar una nueva devaluación monetaria que implicó una reducción de las rentas de la nobleza, la clase eclesiástica y la burguesía y derivó en un enorme descontento.

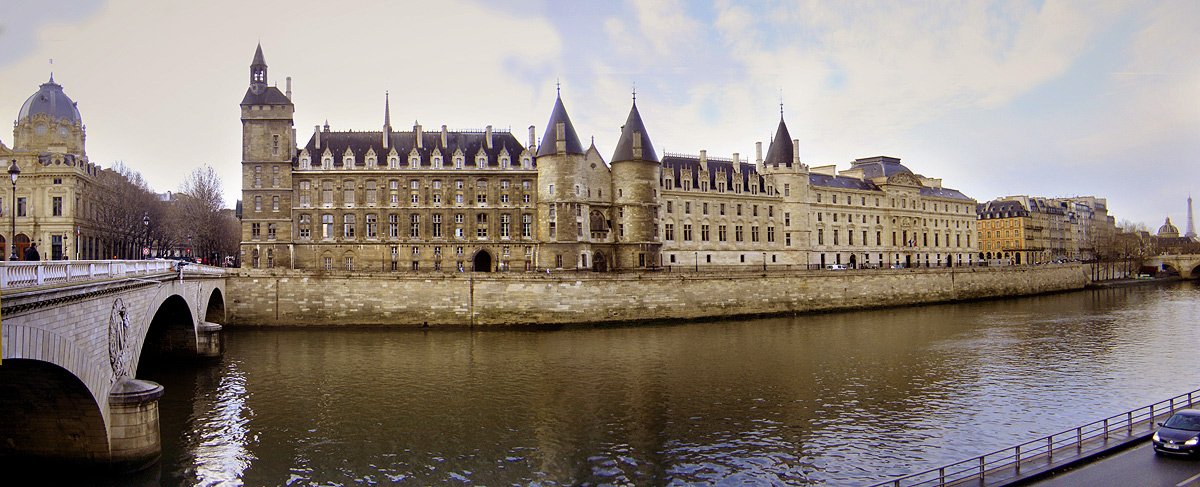
El Palais de la Cité.

Ante la amenaza que representaba Eduardo III el rey de Francia - Juan II - consideró necesario convocar nuevamente a los Estados, que se reunieron en el Palais de la Cité el 2 de diciembre de 1355, para reclutar una tropa de 30.000 hombres. Étienne Marcel y sus aliados - su primo Imbert de Lyon, su socio Jean de Saint-Benoît, el preboste anterior Jean de Pacy, así como los echevins Pierre Bourdon, Bernard Cocatrix, Charles Toussac y Jean Belot - eran los principales representantes de las ciudades. Los Estados se mostraron extremadamente cautelosos en materia económica debido al descontento que habían provocado las manipulaciones monetarias, causantes de que la moneda real perdiera un 82% de su valor en un año. La nobleza - debido a que las devaluaciones provocaban una disminución de sus rentas - y los comerciantes estaban interesados en mantener estable la moneda. Tras las chevauchées del Príncipe Negro en Languedoc y del duque de Lancaster en Artois, los Estados eran conscientes de la necesidad de reclutar soldados y mantener guarniciones en las principales ciudades, por lo que aceptaron instituir un nuevo impuesto sobre las transacciones comerciales de ocho denarios por livre con la condición de poder controlar y decidir el empleo de la recaudación, y de la emisión de una moneda estable; asimismo, los Estados nombrarían una comisión compuesta por nueve diputados - tres de cada orden - responsables de retener la tasa.
Les impôts rentrant mal et la nouvelle monnaie se dévaluant rapidement, les États sont réunis à nouveau en mars 1356 et décident d’élargir l’assiette de l’impôt en taxant aussi les revenus fonciers. Ce qui se révèle difficile car il faudrait une administration capable de quantifier les revenus des contribuables.
Encabezando las tropas que habían costeado los impuestos recaudados por los Estados el rey trató entablar combate con Eduardo de Woodstock - ocupado en una nueva chevauchée - y pudo atraparle en Poitiers. Juan II vio esta circunstancia como una oportunidad para restablecer la reputación de la nobleza, muy dañada desde el desastre de Crécy, pues esta se había mostrado incapaz de proporcionar protección al pueblo de los ataques y saqueos, es decir, de desempeñar el rol que le daba la sociedad medieval. En consecuencia el rey devolvió las tropas que habían enviado las ciudades en su apoyo, pues era la nobleza la que debía aparecer como vencedora. La batalla, acaecida el 19 de septiembre de 1356, derivó en una aplastante derrota de Francia, en la que, aunque luchó heroicamente, Juan sería capturado por los ingleses. El Príncipe Negro, impresionado por la actuación del monarca, se aseguró de que le recibieran con honores en Londres.
El príncipe Carlos, que pudo huir del campo de batalla, asumió la regencia y trató de negociar con los ingleses mientras los mercenarios desmobilizados, organizados en compañías, saqueaban el país. El delfín estableció que detener estas prácticas requeriría crear un ejército permanente de 30.000 hombres, para lo que necesitaba recaudar nuevos impuestos, por lo que convocó de nuevo a los Estados.

## Ordenanza de 1357

### La monarquía controlada
Los inicios de la regencia del príncipe Carlos resultaron complicados, pues no tenía más que dieciocho años, poco prestigio personal —sobre todo después de huir del campo de batalla en Poitiers, cosa que no hicieron ni su padre ni su hermano Felipe— poca experiencia, y además tenía que luchar con el peso del descrédito de los Valois. En un principio se rodeó de los asesores de su padre, que eran despreciados por la plebe.
El 17 de octubre de 1356 Carlos reunió a los Estados Generales, donde iba a tener que combatir una extraordinaria oposición: Étienne Marcel, líder de la burguesía y aliado con los partidarios de Carlos de Navarra, que estaban encabezados por el obispo de Laon Robert le Coq. Los Estados Generales nombraron a Carlos teniente general y defensor del reino en ausencia de su padre, y pusieron a su disposición una docena de representantes de cada orden para asesorarle.

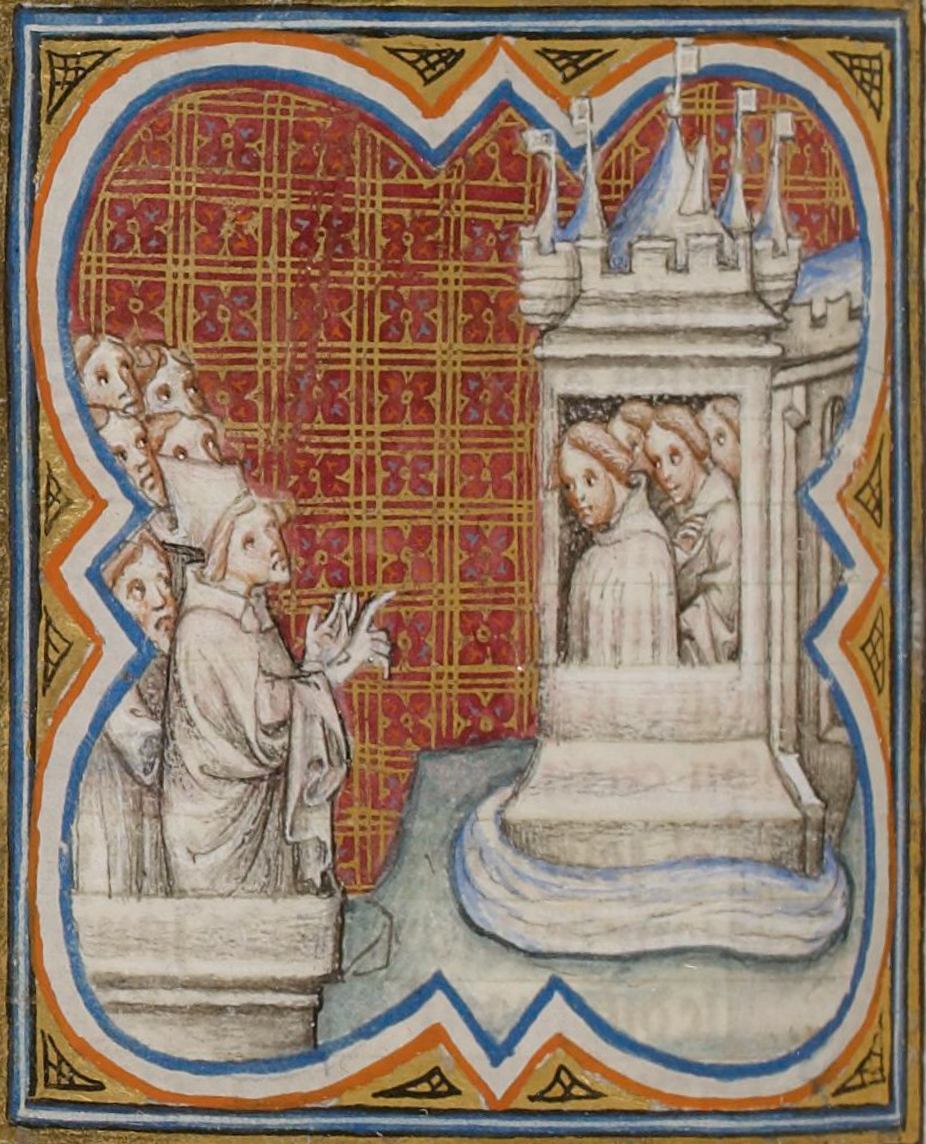
Robert Le Coq criticando a los asesores del monarca. Miniatura extraída de las Grandes Crónicas de Francia

Los Estados reclamaron la destitución de los asesores reales más odiados —a causa de su responsabilidad en la constante devaluación monetaria— el poder para nombrar un consejo en que se apoyara el monarca y la liberación de Navarra. Carlos, cercano a las ideas reformistas, no se oponía a dar un papel más relevante a los Estados Generales, pero la otra petición resultaba inaceptable. No obstante, el delfín no tenía tanto poder como para rechazar de plano estas propuestas, por lo que en un primer momento aplazó la respuesta —con el pretexto de que habían llegado unos mensajeros de su padre— para después abandonar la capital, quedando los asuntos en manos de su hermano Luis. Los Estados Generales serían prorrogados y convocados nuevamente para el 3 de febrero de 1357.
Antes de partir el príncipe publicó una ordenanza creando una nueva moneda, lo que le permitiría llenar sus arcas sin tener que recurrir a los Estados. La moneda aumentó su valor en un 25%, lo que benefició a los dueños de propiedades, es decir, la nobleza, el clero, y el patriciado urbano —que controlaba una buena parte de los bienes inmuebles urbanos— todas las clases sociales a las que representaban los Estados. Esto provocó un enorme revuelo entre la población parisina, que vio crecer sus rentas en un 25%. Etienne escogió el partido de los artesanos y los tenderos contra la gran burguesía y los especuladores, a los que considera responsables de sus problemas en la sucesión de Pierre des Essars. Es el jefe del pueblo (campeón de la calle) .Estallaron disturbios y Marcel presionó a Luis para que convenciera al príncipe para revocar la ordenanza y convocar a los Estados.
Carlos aprovechará este intervalo para acudir a Metz y rendir homenaje a su tío, el emperador Carlos IV, por el Delfinado, obteniendo de ese modo su apoyo diplomático. A su vuelta a París, en marzo de 1357, aceptó la promulgación de la «gran ordenanza», que proponía limitar levemente el poder de la monarquía y acarreaba una notable reorganización administrativa, a cambio de mantener encerrado a Navarra. Se creó una comisión para destituir y condenar a los funcionarios corruptos - en especial a los cobradores de impuestos - e incautar sus bienes. Nueve asesores de Carlos quedaron relevados, consiguiendo Étiene Marcel vengarse de Roberto de Lorris. Seis representantes de los Estados Generales constituyeron una especie de consejo de tutela del regente, y el organismo logró introducirse en la administración real: las finanzas, en especial las transferencias monetarias y los subsidios especiales, serán controlados por los Estados.

### Navarra y el príncipe
En consecuencia se impuso un gobierno de regencia controlado por los Estados Generales. No obstante, para los reformadores, especialmente para los navarros, esto no era suficiente, pues el retorno de Juan podía acabar con todo el proceso. Por otro lado, el príncipe, ya asentado en su nueva posición, restituyó a los asesores reales expulsados y ordenó al preboste de los mercaderes que limitará su preocupación a los asuntos municipales. Ante el desarrollo de los acontecimientos Étienne Marcel y Robert Le Coq organizaron la liberación de Navarra para presionar a Carlos, pues este podía reclamar la corona y aún se encontraba preso en la fortaleza de Arleux. Sin embargo, y para evitar futuros problemas, se quiso dar a esta liberación la apariencia de un golpe de mano de carácter espontáneo promovido por los leales hermanos de Picquigny

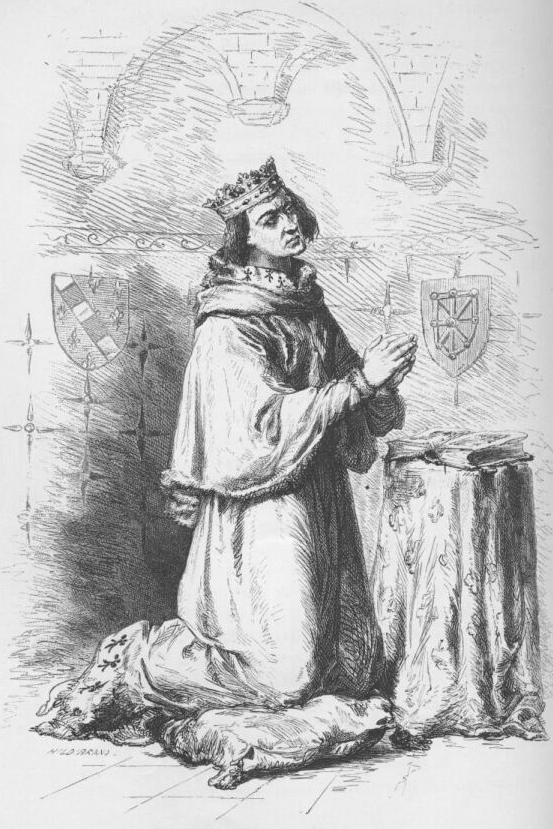
Carlos II de Navarra en prisión. Ilustración del

Dispusieron meticulosamente el retorno de Carlos: liberado el 9 de noviembre, en los pueblos por los que pasó le recibirían con el protocolo reservado al monarca, y, en cada ciudad entre Amiens y París, llevó a cabo el mismo ritual - tras entrar acompañado por una bella dama era recibido por el clero y la burguesía de la urbe, para después dirigirse a la plebe explicando que había sido encarcelado por el miedo que tenía Juan II de que hiciera valer sus derechos reales.
El avanzado estado de las cosas impidió a Carlos rechazar la petición de Marcel y le Coq, por lo que tuvo que acceder a rubricar el indulto del navarro, que pudo realizar con tranquilidad su triunfal regreso. El 30 de noviembre arengó a una multitud de 10 000 parisinos reunidos por Étienne Marcel en Pré aux Clercs, acusando a Juan II, todavía prisionero de los ingleses, y a Eduardo III, de «invasores» y reivindicando sus derechos sucesorios a la corona de Francia. El 3 de diciembre Marcel, acompañado de una imponente escolta de burgueses, irrumpió en la reunión que debía decidir la rehabilitación de Carlos de Navarra con el pretexto de anunciar que los Estados habían consentido en recaudar los impuestos demandados por el delfín y que no quedaba más que obtener el acuerdo de la nobleza. Fuertemente presionado, Carlos no pudo más que consentir y rehabilitar a Navarra.
El 14 de enero de 1358 los Estados debían decidir la cuestión dinástica. La dinastía de los Valois se encontraba amenazada. Carlos II de Navarra, rey de Navarra y conde de Evreux, aprovechó los meses de espera para hacer campaña. El 11 de enero organizó una ceremonia en Ruan en honor de los señores normandos que habían sido decapitados durante su arresto para seducir a la nobleza y la burguesía normanda. Por otro lado, temiendo el retorno de Juan II, comenzó a reclutar tropas en Normandía. Por su parte el delfín empezó a organizar la defensa del país contra los numerosos mercenarios que pillaban el país. Los mariscales de Normandía, Champaña y Borgoña se unieron a su corte. Levantó en París una tropa de 2.000 hombres venidos del Delfinado con el pretexto de proteger la capital de los abusos de las Compañías. El 11 de enero se dirigió a los parisinos en Les Halles explicando la razón por la que estaba reclutando tropas y acusando a los Estados de no haber preparado adecuadamente la defensa del país a pesar del aumento de impuestos: la alocución resultó un éxito y puso en dificultades al Parlamento francés. El 14 de enero los Estados no llegaron a ningún acuerdo ni sobre la cuestión dinástica ni acerca de la recaudación de nuevos impuestos, por lo que para aliviar la situación económica se aprobó una nueva devaluación monetaria. El pueblo, exasperado, se puso en contra de los Estados.
Valiéndose de la situación Carlos bloqueó la aplicación de la ordenanza de 1357. La comisión responsable de acabar con la corrupción en el seno de la administración real no duró más que cinco meses. Los recaudadores de impuestos nombrados por los Estados tuvieron que hacer frente al descontento de los campesinos y artesanos pobres. Los Estados carecían de la experiencia política necesaria como para continuar controlando al delfín que, en una muestra de su savoir-faire, obtuvo el apoyo de los seis diputados que constituían el consejo de tutela. Esta progresiva pérdida de poder hizo que los Estados fueran cada vez menos representativos. Poco a poco solo la burguesía continuó asistiendo a sus reuniones. Finalmente Juan II, que contaba con un enorme prestigio, prohibió desde prisión la aplicación de la «gran ordenanza». Étienne Marcel, viendo como se desmoronaba su proyecto de establecer una monarquía controlada, trató de llevarlo a cabo por las armas. Cabe señalar que el preboste no ponía en duda la necesidad de tener un soberano, pero demandaba un mayor poder por parte de los Estados.

## Guerra civil

### Primer tratado de Londres
Viendo que la situación podía evolucionar hacia una monarquía controlada con Carlos de Navarra a la cabeza, Juan II decidió concluir las negociaciones con Eduardo III, para lo que optó con hablar directamente con el monarca inglés. Se ordenó su traslado de Burdeos a Londres, donde sus condiciones carcelarias serían reales: estaba acompañado de su corte, constituida por varios centenares de personas - tanto capturados con él en Poitiers como venidos voluntariamente - y estaba alojado en el hotel Saboya con plena libertad para moverse por Inglaterra.
En enero de 1358 aceptó el primer tratado de Londres, que preveía:
- La cesión en plena soberanía de las posesiones aquitanas de los Plantagenet, aproximadamente un tercio del reino: Guyena - confiscada por Felipe VI a comienzos del conflicto - Saintonge, Poitou, Lemosín, Quercy, Périgord, Rouergue y Bigorra.
- Un rescate de cuatro millones de escudos.
- La no renuncia de Eduardo III a la corona de Francia.[59]

### Revuelta en París y asesinato de los mariscales
La noticia de la aceptación por parte de Juan II del primer tratado de Londres, que cedía un tercio del reino de Francia a Inglaterra, provocó una protesta de la que se aprovecharía Étienne Marcel. El 24 de enero de 1358 el ayudante de un cambista parisino mató a un allegado del príncipe, quien, encolerizado, ordenó detenerle - cosa que se hizo mientras el atacante intentaba esconderse en una iglesia - y ejecutarle. Para exaltar los ánimos del pueblo Marcel organizó un cortejo fúnebre en honor del asesino que se realizó al terminar el de la víctima y en el que participó la burguesía parisina.
El 22 de febrero de 1358 el preboste encabezó un motín en el que tomaron parte tres mil personas armadas. La revuelta sorprendió a Regnault d’Acy, uno de los negociadores del tratado de Londres, que llevaba la noticia a París. Escondido en una pastelería, moriría degollado a manos de los rebeldes.
Durante la revuelta el populacho asaltó el Palais de la Cité para arrestar al regente. Marcel, acompañado de sus partidarios, irrumpió en su habitación para asustarle y tomar el control, y exclamó:

Señor, no os asombréis por las cosas que habéis visto, pues han sido decididas por nosotros, y conviene que sean hechas.

 El mariscal de Champaña, Juan de Conflans, y el mariscal de Normandía, Roberto de Clermont, cuyas tropas estaban acampadas delante de París, serían asesinados delante del delfín, al que Marcel obligó a cubrirse la cabeza con la caperuza roja y azul de los amotinados - los colores de París - mientras que él mismo se puso el sombrero de Carlos y le demandó renovar la ordenanza de 1357.
Marcel optó por salvar al heredero, pues le subestimaba y pensaba que resultaría sencillo controlarle. Así, apoyándose en el ascendente que creía tener sobre el príncipe, al que más tarde nombró regente, decidió prescindir de Carlos de Navarra, a quien instó a abandonar la capital. No obstante el tímido y débil Carlos reveló ser un político extraordinario. De hecho, Étienne Marcel nunca pudo controlarle por completo, aunque en estos primeros tiempos no tenía bastante poder como para oponérsele.
Entonces Étienne Marcel se encaminó a la plaza de Grève, donde alentó a una enardecida multitud para que eliminara a los «traidores del reino». Escribió a las ciudades de provincias para explicar sus acciones, pero solo Amiens y Arras mostraron señales de apoyo, y obligó al delfín a que sancionara la muerte de los mariscales. A Carlos no le quedó más remedio que aceptar el nuevo cambio institucional: serían nombrados cuatro nuevos asesores procedentes de la burguesía, y el gobierno y la economía pasaron a manos de los Estados. Carlos II de Navarra recibió un mando militar y dinero para costear una tropa de mil soldados. El delfín continuó siendo regente, lo que permitía ignorar las exigencias de Juan mientras aún estuviera cautivo.
Para aprobar esta nueva ordenanza, y, en particular, validar su contenido económico, era necesario el acuerdo de la nobleza, que no quería continuar reuniéndose en la capital - en particular los aristócratas de Champaña y Borgoña, escandalizados por el asesinato de los mariscales. En consecuencia se optó por Senlis para celebrar la asamblea. Era la ocasión que estaba esperando el delfín para abandonar París, lo que llevó a cabo el 17 de marzo. Étienne Marcel, pensando que le controlaba, simplemente hizo que le acompañaran una decena de burgueses.
Carlos participó en los Estados de Champaña, celebrados el 9 de abril en Provins. El príncipe estuvo apoyado por la nobleza de la parte oriental del reino, que intimidó a los representantes parisinos. Gracias a esta ayuda Carlos capturó Montereau y Meaux, bloqueando el acceso este de la capital. Como los territorios occidentales y meridionales del país estaban en manos de los mercenarios, únicamente quedaba el acceso norte, que comunicaba París con las ciudades de Flandes. Tras el bloqueo de los accesos fluviales Étienne Marcel tuvo que reaccionar para evitar el estrangulamiento económico de la ciudad.
El 18 de abril Marcel envió su desafío a Carlos. La ciudad estaba preparada para el combate: se cavaron trincheras y se rellenaron con tierra para que constituyeran un muro que detuviera a la artillería. Para costear estas operaciones se llevó a cabo una nueva devaluación monetaria y se recaudaron nuevos impuestos, lo que provocó el descontento popular y la disminución de la confianza en el gobierno de los Estados.
Carlos reunió de nuevo los Estados Generales en Compiègne, donde acordaron recaudar un nuevo impuesto controlado por este Parlamento y revalorizar la moneda - que no volvería a devaluarse hasta 1359. Por el contrario abandonaron la voluntad de controlar al príncipe.

### Jacquerie
El 28 de mayo de 1358 los campesinos de Saint-Leu-d'Esserent, cerca de Creil, en el departamento de Oise, se rebelaron, angustiados por las nuevas cargas fiscales aprobadas en Compiègne y destinadas a organizar la defensa del país. Rápidamente las reacciones antinobiliarias se multiplicaron al norte de la capital, una zona libre del saqueo de los mercenarios y que no estaba controlada ni por los navarros ni por las tropas del príncipe. Unos 5.000 hombres se agruparon en torno al carismático líder Guillaume Carle, más conocido por el nombre que le atribuyó Froissart - Jacques Bonhomme. Étienne Marcel decidió apoyar a los rebeldes y envió en su ayuda trescientos hombres encabezados por Jean Vaillant para que liberaran la capital del cerco que había establecido el delfín y preservaran el acceso septentrional, que permitía comunicar París con las poderosas ciudades de Flandes. La alianza con el preboste coincidió con uno de los mayores éxitos cuando los jacques, la toma del Castillo de Ermenonville.
El 9 de junio los hombres de Marcel y una partida de jacques —aproximadamente un millar de hombres— trataron de asaltar la fortaleza de Meaux, donde se encontraban el regente y su familia. No obstante, el ataque derivó en una aplastante derrota, ya que, mientras los rebeldes atacaban el castillo, fueron sorprendidos por una carga de caballería liderada por el conde de Foix Gastón Febo y el captal de Buch, Juan de Grailly, que les barrió del campo.
Sin embargo restaba por someter a la mayor parte de las tropas de Guillaume Carle, que pretendían presentar batalla en Mello, una ciudad belovaca. Carlos había quedado apartado del poder por Étienne Marcel, que había creído controlar demasiado rápido al príncipe tras el asesinato de los mariscales, y deseaba retomar el control y demostrar al preboste que su apoyo militar era indispensable. Presionado por la nobleza, especialmente por los Picquigny, a los que debía la libertad y cuyo hermano había caído durante la revuelta, Navarra vislumbró un medio para ampliar su poder y obtener el apoyo tanto de la aristocracia como de los mercaderes, que ayudarían a quien hiciera que las rutas comerciales quedaran aseguradas de nuevo. En consecuencia, Navarra se puso a la cabeza de la represión, que llevó a cabo valiéndose de mercenarios ingleses, y unió a la nobleza en torno a su persona. Capturó a Guillaume Carle cuando este vino a negociar a Mello y le mandó torturar y asesinar. Tras la muerte del líder de los jacques la represión derivará en una cruel masacre, y a todo aquel declarado culpable de estar relacionados con los rebeldes le ahorcaron sin juicio. Se ordenó, asimismo, el asesinato de cuatro representantes de cada pueblo. Estos hechos marcaron la conclusión de la revuelta, en cuya brutal represión Carlos quedó como único responsable, mientras que el delfín consiguió que su nombre quedara desvinculado de la misma.

### El sitio de París y la muerte de Étienne Marcel
Tras restablecer el orden Navarra entró en la capital - el 14 de junio de 1358 - y se puso al mando. No obstante, una considerable parte de la nobleza que había combatido a su lado contra los rebeldes decidió retirarle su apoyo, pues todavía estaba demasiado escandalizada por el brutal asesinato de los mariscales como para aliarse con los parisinos, y unirse a las tropas del príncipe. Establecido en Saint Denis, sería nombrado capitán de París por aclamación. Étienne Marcel envió cartas a todas las ciudades del reino instándolas a que le eligieran «capitán universal» en un intento de constituir una gran liga urbana e imponer una nueva dinastía encabezada por el monarca navarro.
Carlos contrató a mercenarios ingleses para suplir a los caballeros que habían abandonado su tropa para unirse al delfín, que puso sitio a la capital el 29 de junio. Este último recibió el apoyo de numerosos mercenarios procedentes de las Grandes Compañías, que veían en la conquista de la capital un medio para saquearla. Estas tropas derrotaron a los hombres de Navarra en unas cuantas escaramuzas.
El príncipe trató a toda costa evitar un baño de sangre que le desacreditara ante el pueblo, por lo que renunció a tomar la ciudad al asalto e impuso un bloqueo al mismo tiempo que establecía negociaciones con los sediciosos. No obstante, los arqueros ingleses contratados para proteger la ciudad eran considerados enemigos y pronto despertaron la animosidad del pueblo parisino. El 21 de julio una riña de taberna degeneró en una batalla campal en la que murieron treinta y cuatro mercenarios. Los ciudadanos de París, alzados en armas, se hicieron con cuatrocientos ingleses con la intención de obtener un rescate por su liberación.
Un día después Étienne Marcel, Robert Le Coq y Carlos de Navarra reunieron al pueblo para calmar los ánimos, pero la situación se descontroló y este les exigió que se deshicieran de los ingleses. Estos últimos, previamente avisados, masacraron a los rebeldes, muriendo así entre 600 y 700 parisinos. Los exaltados sospecharon inmediatamente de Carlos de Navarra, que perdió el apoyo popular. Al ver sus líderes apoyando los enemigos de la patria ante el regente y el pueblo los ciudadanos de París se sintieron traicionados y retiraron su apoyo a Étienne Marcel –que sería abucheado por la población– más aún ante las noticias de que Carlos de Navarra esperaba la llegada de su hermano Felipe de Navarra-Évreux con apoyos ingleses.
Así, el rumor de que Felipe de Navarra estaba en camino con una partida de 10 000 soldados ingleses hizo temer a los parisinos de que sus nuevos «protectores» quisieran vengar a sus compañeros y saquearan la ciudad. Para preparar la llegada del navarro Étienne Marcel hizo marcar las puertas de aquellos considerados sospechosos de simpatizar con el príncipe, lo que exaltó aún más los ánimos de la población. El «échevin» Jean Maillard, el presidente del Parlamento de París Jehan Pastoret, y el caballero Pepin des Essart convencieron a los burgueses para que solicitaran ayuda al príncipe.

## Las consecuencias del fracaso de Étienne Marcel

### El prebostazgo de París
El prebostazgo de Étienne Marcel inicia el apogeo con respecto al rol político de dicho cargo. Los poderes del prebostazgo de París se verán reducidos luego del fracaso de Étienne Marcel. En el año 1382, los impuestos persisten a pesar de la paz reinante, lo cual da lugar a una explosión de motines antifiscales en Francia.